# 白夫人的妖恋
《白蛇傳》（日语：／ Byaku fujin no yoren）是一部1956年上映的日本特摄片，由东宝株式会社与邵氏兄弟（香港）有限公司共同制作。取材于中国民间传说警世通言第二十八卷《白娘子永鎮雷峰塔》 和《白蛇传》。该片在第六届柏林国际电影节荣获荣誉提及奖。後於1957年3月及5月，在香港分別上映國語及粵語配音版，台灣則於1958年上映。

## 简介
该片为東宝初期总彩色（Eastman Color）特摄电影，当时的彩色胶片感光度低，真实的色彩的再现需要调整照明，并且布景内充满了热蒸汽，温度较高。
该片是日本首次使用色键技术的作品。

## 剧情
许仙是住在西湖边的一个贫穷年轻人。一次下雨天未带伞而被淋湿，白娘把自己的伞借给他，后向他求婚。许仙收到二包银作为婚礼的预备金，当打开一看，里面的银竟是赃物。许仙被问罪后受鞭笞，并送往苏州坐牢，幸好姐夫花钱使许仙免去牢狱之灾。许仙在苏州一旅社当差，白娘追到苏州向许仙表述衷情，求得许仙原谅。后来两人幸福地生活在一起。一天，一茅山道士警告许仙说他已被妖魔迷住，妻子正是白蛇精……
白娘惩治了茅山道士，后因为在端午节喝雄黄酒而显露原形，吓死许仙。白娘求得仙草，许仙却因茅山道士挑拨不信任白娘，逃到法海处避难。白娘与小青施法水漫金山，白娘累倒，许仙在最后幡然悔悟，自杀而亡，与白娘相会于天界。

## 角色
| - 許仙：池部良 - 白娘：李香兰 - 小青：八千草薫 - 法海：徳川夢声 - 王明：上田吉二郎 - 姣容：清川虹子 - 李公甫：田中春男 - 茅山道人：東野英治郎 - 役人：小杉義男 - 卖油商人：谷晃 - 吕祖庙的民：中岛春雄 | - 女中：小泉澄子 - 李家的女：宮田芳子 - 役人：沢村いき雄 - 仙翁：左卜全 - 医者：河崎堅男 - 海上日出男 - 池田兼男 - 金山寺的和尚：山田彰、大塚秀男、勝部義夫 - 百姓：堤康久 - 終南山的道士：森繁久彌 |

## 工作人员
| - 製作：田中友幸 - 脚本：八住利雄 - 中国民話「白蛇傳」林房雄 作「白夫人の妖術」より - 撮影：三浦光雄 - 美術監督：三林亮太郎 - 美術：園眞 - 録音：下永尚 - 照明：石川緑郎 - 音楽：團伊玖磨 | - 特技監督：円谷英二 - 特技：渡辺明、向山宏、城田正雄 - 考證：馬力 - 監督助手：中村積 - 編集：岩下廣一 - 現像：東洋現像所 - 製作担当者：角田健一郎 - 导演：豊田四郎 |

## 相关
- 日本动画电影《白蛇传》（1958年）